# 駒澤大学苫小牧専門学校
駒澤大学苫小牧専門学校（こまざわだいがくとまこまいせんもんがっこう）は、北海道苫小牧市表町５－１０－７のにあった私立の専修学校である。駒澤大学苫小牧コンピュータ専門学校時代も含めて解説する。

## 沿革
- 1989年4月12日　情報化社会の進展に伴い、市民の要望に応えるため、駒澤大学苫小牧コンピュータ専門学校として開校。設置者は、学校法人駒澤大学。経営主体は学校法人駒澤大学苫小牧コンピュータ専門学校。
- 1994年10月7日　ニュージーランド・ネーピア市の総合技術専門学校と姉妹校協定を結んだ。
- 1995年4月　駒澤大学苫小牧専門学校に校名変更。経営主体は学校法人駒澤大学苫小牧専門学校に名称変更。
- 1999年　入学者が激減したため、募集停止。
- 2001年3月31日　廃校。

## 学科
- 情報システム科
  - 情報システムコース
  - 情報ビジネスコース
- OAビジネス科
  - OA経営コース
  - 医療経営コース

## 交通アクセス
JR「苫小牧駅」から徒歩5分

## 歴代学校長
- 井上昭二[1]
- 中西道膽（なお、開校から閉校まで理事長も務めた、元駒澤大学附属岩見沢高等学校学監、駒澤大学苫小牧短期大学前学長）

## 校舎
7階建てのビル。1階にロビー・事務局。2階から3階にパソコン室。4階から6階に教室。7階に図書館があった。当校の廃校後も、セントラル駅前ビルとして現存。

## 就職実績
- 日本軽金属、イワクラホーム、トヨタオート、札幌トヨペット、苫小牧市役所、苫小牧信用金庫など[1]

## 注
1. 1 2 3  『進学ガイド '95』北海道私立専修学校各種学校連合会　1994　p68-69